# A The Walking Dead szereplőinek listája
Az oldal a The Walking Dead című sorozat szereplőit sorolja fel, és hozzá a szinkronhangjukat.

## Szereplők
Főszereplők
| Színész              | Szerep                      | Magyar szinkronhang                                     | Évadok         | Évadok         | Évadok         | Évadok         | Évadok         | Évadok         | Évadok         | Évadok         | Évadok         | Évadok         | Évadok         |            |
| Színész              | Szerep                      | Magyar szinkronhang                                     | 1              | 2              | 3              | 4              | 5              | 6              | 7              | 8              | 9              | 10             | 11             |            |
| -------------------- | --------------------------- | ------------------------------------------------------- | -------------- | -------------- | -------------- | -------------- | -------------- | -------------- | -------------- | -------------- | -------------- | -------------- | -------------- | ---------- |
| Andrew Lincoln       | Rick Grimes                 | Rajkai Zoltán                                           | Főszereplő     | Főszereplő     | Főszereplő     | Főszereplő     | Főszereplő     | Főszereplő     | Főszereplő     | Főszereplő     | Főszereplő     |                | Vendég         | Vendég     |
| Jon Bernthal         | Shane Walsh                 | Varga Gábor                                             | Főszereplő     | Főszereplő     | Vendég         |                |                |                |                |                | Vendég         |                |                |            |
| Sarah Wayne Callies  | Lori Grimes                 | Ruttkay Laura                                           | Főszereplő     | Főszereplő     | Főszereplő     |                |                |                |                |                |                |                |                |            |
| Laurie Holden        | Andrea                      | Solecki Janka                                           | Főszereplő     | Főszereplő     | Főszereplő     |                |                |                |                |                |                | Vendég         |                |            |
| Jeffrey DeMunn       | Dale Horvath                | Barbinek Péter                                          | Főszereplő     | Főszereplő     |                |                |                |                |                |                |                |                |                |            |
| IronE Singleton      | T-Dog                       | Dózsa Zoltán                                            | Főszereplő     | Főszereplő     | Főszereplő     |                |                |                |                |                |                |                |                |            |
| Steven Yeun          | Glenn Rhee                  | Molnár Áron                                             | Főszereplő     | Főszereplő     | Főszereplő     | Főszereplő     | Főszereplő     | Főszereplő     | Főszereplő     |                |                |                |                |            |
| Chandler Riggs       | Carl Grimes                 | ifj. Boldog Gábor                                       | Főszereplő     | Főszereplő     | Főszereplő     | Főszereplő     | Főszereplő     | Főszereplő     | Főszereplő     | Főszereplő     |                |                |                |            |
| Norman Reedus        | Daryl Dixon                 | Schmied Zoltán                                          | Mellékszereplő | Főszereplő     | Főszereplő     | Főszereplő     | Főszereplő     | Főszereplő     | Főszereplő     | Főszereplő     | Főszereplő     | Főszereplő     | Főszereplő     |            |
| Melissa McBride      | Carol Peletier              | Kubik Anna                                              | Mellékszereplő | Mellékszereplő | Főszereplő     | Főszereplő     | Főszereplő     | Főszereplő     | Főszereplő     | Főszereplő     | Főszereplő     | Főszereplő     | Főszereplő     |            |
| Lauren Cohan         | Maggie Greene               | Andrádi Zsanett                                         |                | Mellékszereplő | Főszereplő     | Főszereplő     | Főszereplő     | Főszereplő     | Főszereplő     | Főszereplő     | Főszereplő     | Főszereplő     | Főszereplő     | Főszereplő |
| Danai Gurira         | Michonne                    | Pálmai Anna                                             |                | Vendég         | Főszereplő     | Főszereplő     | Főszereplő     | Főszereplő     | Főszereplő     | Főszereplő     | Főszereplő     | Főszereplő     | Vendég         |            |
| Scott Wilson         | Hershel Greene              | Tordy Géza                                              |                | Mellékszereplő | Főszereplő     | Főszereplő     |                |                |                |                | Vendég         |                |                |            |
| Michael Rooker       | Merle Dixon                 | Zágoni Zsolt                                            | Mellékszereplő | Vendég         | Főszereplő     |                |                |                |                |                |                |                |                |            |
| David Morrissey      | Phillip Blake – A Kormányzó | Kárpáti Levente                                         |                |                | Főszereplő     | Főszereplő     | Vendég         |                |                |                |                |                |                |            |
| Emily Kinney         | Beth Greene                 | Hermann Lilla                                           |                | Mellékszereplő | Mellékszereplő | Főszereplő     | Főszereplő     |                |                |                |                |                |                |            |
| Chad L. Coleman      | Tyreese Williams            | Bognár Tamás                                            |                |                | Mellékszereplő | Főszereplő     | Főszereplő     |                |                |                |                |                |                |            |
| Sonequa Martin-Green | Sasha Williams              | Bogdányi Titanilla                                      |                |                | Mellékszereplő | Főszereplő     | Főszereplő     | Főszereplő     | Főszereplő     |                | Vendég         |                |                |            |
| Larry Gilliard       | Bob Stookey                 | Kálid Artúr                                             |                |                |                | Főszereplő     | Főszereplő     |                |                |                |                |                |                |            |
| Michael Cudlitz      | Abraham Ford                | Schneider Zoltán                                        |                |                |                | Mellékszereplő | Főszereplő     | Főszereplő     | Főszereplő     |                |                |                |                |            |
| Josh McDermitt       | Eugene Porter               | Hamvas Dániel                                           |                |                |                | Mellékszereplő | Főszereplő     | Főszereplő     | Főszereplő     | Főszereplő     | Főszereplő     | Főszereplő     | Főszereplő     |            |
| Christian Serratos   | Rosita Espinosa             | Tamási Nikolett                                         |                |                |                | Mellékszereplő | Főszereplő     | Főszereplő     | Főszereplő     | Főszereplő     | Főszereplő     | Főszereplő     | Főszereplő     |            |
| Alanna Masterson     | Tara Chambler               | Pikali Gerda                                            |                |                |                | Mellékszereplő | Mellékszereplő | Mellékszereplő | Főszereplő     | Főszereplő     | Főszereplő     |                |                |            |
| Andrew J. West       | Gareth                      | Fehér Tibor                                             |                |                |                | Vendég         | Főszereplő     |                |                |                |                |                |                |            |
| Seth Gilliam         | Gabriel Stokes              | Papp Dániel (5-9. évad) Pál Tamás (10. évadtól)         |                |                |                |                | Mellékszereplő | Mellékszereplő | Mellékszereplő | Főszereplő     | Főszereplő     | Főszereplő     | Főszereplő     |            |
| Lennie James         | Morgan Jones                | Anger Zsolt (1, 3, 5. évad) Kőszegi Ákos (6-8. évad)    | Vendég         |                | Vendég         |                | Mellékszereplő | Főszereplő     | Főszereplő     | Főszereplő     |                |                |                |            |
| Ross Marquand        | Aaron                       | Szatory Dávid (5-9. évad) Kisfalusi Lehel (10. évadtól) |                |                |                |                | Mellékszereplő | Főszereplő     | Főszereplő     | Főszereplő     | Főszereplő     | Főszereplő     | Főszereplő     |            |
| Tovah Feldshuh       | Deanna Monroe               | Menszátor Magdolna                                      |                |                |                |                | Mellékszereplő | Főszereplő     |                |                |                |                |                |            |
| Jeffrey Dean Morgan  | Negan                       | Csankó Zoltán                                           |                |                |                |                |                | Vendég         | Főszereplő     | Főszereplő     | Főszereplő     | Főszereplő     | Főszereplő     |            |
| Austin Amelio        | Dwight                      | Fellegi Lénárd                                          |                |                |                |                |                | Mellékszereplő | Főszereplő     | Főszereplő     |                |                |                |            |
| Austin Nichols       | Spencer Monroe              | ?                                                       |                |                |                |                | Mellékszereplő | Főszereplő     | Főszereplő     |                |                |                |                |            |
| Tom Payne            | Paul "Jesus" Rovia          | Horváth Illés                                           |                |                |                |                |                | Mellékszereplő | Főszereplő     | Főszereplő     | Főszereplő     |                |                |            |
| Xander Berkeley      | Gregory                     | Rosta Sándor                                            |                |                |                |                |                | Vendég         | Mellékszereplő | Mellékszereplő | Mellékszereplő |                |                |            |
| Khary Payton         | Ezekiel ''Király''          | Király Attila                                           |                |                |                |                |                |                | Mellékszereplő | Főszereplő     | Főszereplő     | Főszereplő     | Főszereplő     |            |
| Steven Ogg           | Simon                       | Mikula Sándor                                           |                |                |                |                |                | Mellékszereplő | Mellékszereplő | Főszereplő     |                |                |                |            |
| Katelyn Nacon        | Enid                        | Lamboni Anna (5-9. évad) Rádai Boglárka (10. évadtól)   |                |                |                |                | Vendég         | Mellékszereplő | Mellékszereplő | Mellékszereplő | Főszereplő     | Vendég         |                |            |
| Callan McAuliffe     | Alden                       | Hám Bertalan                                            |                |                |                |                |                |                |                | Mellékszereplő | Mellékszereplő | Mellékszereplő | Mellékszereplő |            |
| Macsen Lintz         | Henry                       | Ács Balázs                                              |                |                |                |                |                |                | Mellékszereplő | Mellékszereplő | Főszereplő     |                |                |            |
| Avi Nash             | Siddiq                      | Bergendi Áron                                           |                |                |                |                |                |                |                | Mellékszereplő | Főszereplő     | Főszereplő     |                |            |
| Samantha Morton      | Alfa                        | Mezei Kitty                                             |                |                |                |                |                |                |                |                | Főszereplő     | Főszereplő     |                |            |
| Ryan Hurst           | Béta                        | Láng Balázs                                             |                |                |                |                |                |                |                |                | Mellékszereplő | Főszereplő     |                |            |
| Dan Fogler           | Luke                        | Szabó Máté                                              |                |                |                |                |                |                |                |                | Mellékszereplő | Főszereplő     | Főszereplő     |            |
| Eleanor Matsuura     | Yumiko                      | Molnár Ilona                                            |                |                |                |                |                |                |                |                | Mellékszereplő | Főszereplő     | Főszereplő     |            |
| Cooper Andrews       | Jerry                       | Turi Bálint (7-9. évad) Szrna Krisztián (10. évadtól)   |                |                |                |                |                |                | Mellékszereplő | Mellékszereplő | Mellékszereplő | Főszereplő     | Főszereplő     |            |
| Nadia Hilker         | Magna                       | Györfi Laura                                            |                |                |                |                |                |                |                |                | Mellékszereplő | Főszereplő     | Főszereplő     |            |
| Angel Theory         | Kelly                       | Kis-Kovács Luca                                         |                |                |                |                |                |                |                |                | Mellékszereplő | Főszereplő     | Főszereplő     |            |
| Cailey Fleming       | Judith Grimes               | Szűcs Anna Viola                                        |                |                |                |                |                |                |                |                | Mellékszereplő | Főszereplő     | Főszereplő     |            |
| Cassady McClincy     | Lydia                       | Laudon Andrea (9. évad) Pekár Adrienn (10. évadtól)     |                |                |                |                |                |                |                |                | Mellékszereplő | Főszereplő     | Főszereplő     |            |
| Thora Birch          | Gamma-Mary                  | Nádorfi Krisztina                                       |                |                |                |                |                |                |                |                |                | Főszereplő     |                |            |
| Paola Lázaro         | Juanita "hercegnő"          | ?                                                       |                |                |                |                |                |                |                |                |                | Mellékszereplő | Főszereplő     |            |
| Ritchie Coster       | Pope                        | Háda János                                              |                |                |                |                |                |                |                |                |                |                | Főszereplő     |            |